# Palus Putredinis
La Palus Putredinis ("Palude della decadenza", in latino) è un'area della superficie lunare che si allunga a sudest del cratere Archimede verso le irregolari catene dei Montes Apenninus. Giace entro un diametro di 161 km.
Questa regione è pressoché livellata, una pianura sommersa da lava confinante a nord con il cratere Autolycus e ad ovest con le colline ai piedi dei Montes Archimedes.
Nella zona sud della Palus Putredinis vi è un sistema di rime denominate Rimae Archimedes. Verso sud vi è la frattura lineare chiamata Rima Bradley, mentre ad est si trovano le rime Hadley e Fresnel. 
Proprio a nordovest del punto di mezzo della palude vi è invece il cratere Spurr quasi totalmente sommerso.